# Mining pool

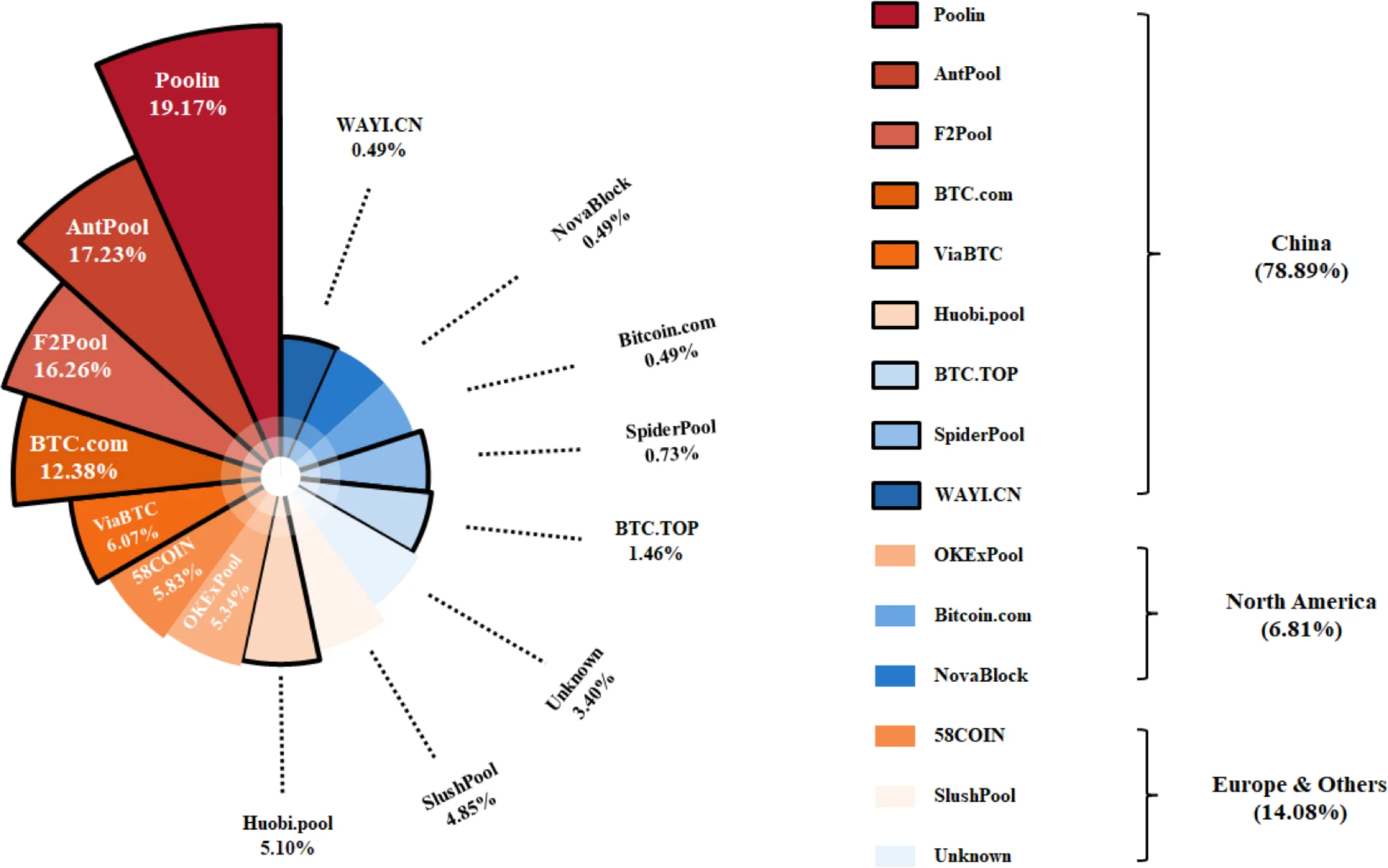
Cele mai mari bazine miniere de criptomonede (2020)

Pool mining (în traducere aproximativă: bazin minier) este o abordare de extragere a criptomonedelor în care mai mulți utilizatori contribuie la generarea unui bloc prin punerea în comun a resurselor propriilor calculatoare într-o rețea și apoi împart recompensa blocului în funcție de puterea de procesare contribuită. Utilizatorii sunt numiți ,,mineri” și acționează ca o echipă pentru a găsi blocuri. Cota parte este dată membrilor unui mining pool care prezintă o dovadă a exploatării validă. 
Minarea în bazine miniere a început când dificultatea de minare a crescut la nivelul la care putea să dureze ani de zile pentru un miner mai lent să genereze un block. Soluția pentru această problemă a fost ca minerii să își adune resursele pentru a genera block-uri mai rapid și deci să primească în mod constant o porțiune de block, mai degrabă decât să primească un block o dată la câțiva ani. Slushpool a fost primul minig pool lansat la sfârșitul anului 2010.
Hardware-ul folosit de mineri poate fi unul integrat specific circuitului ASIC, o unitate de procesare grafică (GPU), sau doar un computer desktop tipic cu o unitate centrală de procesare (CPU).
Practic, există două tipuri de pool mining: unic, dedicat exploatării unei anumite criptomonede, cum ar fi Bitcoin sau un singur altcoin și multiplu pentru Bitcoin și diferite altcoins sau mai multe altcoins. În acest sistem se ia în considerare cele mai profitabile opțiuni disponibile în acest moment, precum hashratul actual al fondului și rata de schimb valutar. Sistemul multiplu este destul de nepopular, deoarece majoritatea pool mining se concentrează pe mineritul unei singure monede.
Activitatea de minerit poate fi combinată cu exploatarea bazată pe cloud. În mineritul cloud se poate încheia un contract pentru a reduce la minimum cheltuielile pentru hardware. 
piscina publica 
Oricine are un dispozitiv de mining poate partaja rata de hash a dispozitivului său în piscine publice (Public Pool) și, de fapt, activitatea și calitatea de membru în aceste pool-uri sunt deschise publicului. Desigur, chiar și în bazinele publice, trebuie să fiți atenți la regulile și regulamentele piscinei înainte de a vă alătura, de exemplu, trebuie să acordați atenție dacă piscina publică la care intenționați să vă alăturați, dispozitivul dvs. hardware miner va accepta sau nu? Sau fondul minier acceptă moneda digitală Arhivat în 12 aprilie 2022, la Wayback Machine. pe care intenționați să o extrageți?
Piscină privată
În fața piscinelor publice, există și piscine private care trebuie să îndeplinească anumite cerințe pentru a se alătura și a împărtăși puterea minerului sau minerilor lor de hash.

## Principii de minare
Pentru a extrage criptomonede, „minerii” folosesc propriile calculatoarele pentru a furniza putere de procesare unei rețele de la egal la egal. În timpul minării, calculatorul execută o funcție hash criptografică (două runde de SHA256), pe ceea ce se numește un antet bloc (block header). Pentru fiecare hash nou, software-ul de minare va folosi un număr diferit ca element aleatoriu al block header-ului, iar acest număr se numește nonce. În funcție de nonce și de ce altceva este în bloc, funcția hash va produce un hash.
Ori de câte ori un computer obține un bloc din blockchain, acesta recompensează utilizatorul respectiv cu o criptomonedă. Tranzacția devine apoi informație publică și este stocată ca un bloc pe blockchain. Monedele primite ca recompensă sunt adăugate automat într-un portmoneu virtual numit wallet. 
În mod obișnuit, durata de exploatare sau runda minieră este perioada de timp între blocurile minate. O nouă rundă începe imediat după ce pool-ul a câștigat dreptul de a adăuga un bloc în blockchain și se oprește când va adăuga un bloc la lanțul de blocuri data viitoare. Runda poate varia de la câteva minute la mai multe ore, în funcție de dimensiune.
Dificultatea este un factor foarte important în minerit reprezentând practic numărul de mineri care au exploatat o criptomonedă. Cu cât numărul de mineri este mai mic cu atât dificultatea este mai mică. Dificultatea minieră a unei criptomonede tinde să crească odată cu creșterea popularității și valorii sale. Cu cât este mai mare dificultatea de exploatare, cu atât există mai puține șanse de a rezolva un hash și de a adăuga un bloc, ceea ce îl face să devină o afacere destul de costisitoare și infructuoasă. Calculul cotei de criptomonede extrase este complex pentru care se folosesc mai multe scheme de calcul.

### Metode de plată
Rezolvarea cu succes a unui hash block duce la o recompensă pentru miner, care este apoi partajată de mecanismul de plată a acțiunilor. Fiecare pool mining are propriile sale modele de plată. Există numeroase sisteme de recompensare, cele mai populare sunt Pay-per-Share (PPS) și (Double Geometric Method) DGM.
- Pay-Per-Share (PPS): oferă instant o plată fixă pentru fiecare cotă rezolvată, toate grupurile tind să funcționeze în mod similar. Plata este oferită din balanța existentă și deci poate fi extrasă imediat, fără să se aștepte ca block-ul să fie rezolvat sau confirmat. Astfel, posibilitatea ca operatorul mining pool-ului să înșele mineri este complet eliminată. Această metodă rezultă în cea mai mică variație posibilă pentru mineri și transferă întregul risc către operatorul mining pool-ului. Posibilitatea de pierdere care rezultă din această schemă este contrabalansată pentru că plata este puțin mai mică decât valoarea reală. Schemele PPS cer o rezervă foarte mare de criptomonede pentru a se asigura că au capacitatea de a plăti. Din acest motiv, cele mai multe mining pools nu mai au suport PPS.

- Pay-Per-Share Full (FPPS): similară cu PPS, dar grupurile includ, de asemenea, comisioane de tranzacție, precum și subvenția pe bloc în schema de plăți. Acest lucru duce de obicei la recompense mai mari la criptomonede pentru participanți în comparație cu PPS-ul standard.

- Pay-per-Last N Shares (PPLNS): abordare similară cu metoda proporțională, dar plătește recompensele proporțional cu ultimul număr (N) de acțiuni contribuite. PPLNS nu ia în considerare toate acțiunile pe parcursul întregii runde miniere, ci are în vedere doar cele mai recente contribuții la acțiuni în momentul descoperirii blocului.

- Double Geometric Method (DGM): este o schemă populară de plată pentru că oferă un echilibru între blocurile minate în runde scurte și cele minate în runde lungi. Totuși, utilzatorii trebuie să aștepte confirmarea mult timp după ce blocurile sunt procesate. Este o abordare hibrid care permite operatorului să absoarbă doar o parte din risc. Operatorul primește o parte din plată în timpul rundelor scurte și o returnează în timpul rundelor de minare mai lungi pentru a normaliza plata.

- Proporțional (PROP): sunt dintre cele mai frecvente, oferă o distribuție proporțională a recompensei odată ce un block este găsit de toți lucrătorii, bazată pe numărul de acțiuni pe care le-a găsit fiecare, membrii acordă acțiuni până la punctul în care pool-ul reușește să găsească un bloc.

- Shared Maximul Pey Per Share (SMPPS): folosește o abordare similară PPS dar niciodată nu plătește mai mult decât a câștigat mining pool-ul. Recompensează minerii pe baza recompenselor reale obținute.

- Equalized Share Maxium Pay Share (ESMPPS): este similară variantei anterioare, dar distribuie plata egal între toți minerii.

- Recent Shared Maximum Pay Per Share (RSMPPS): este de asemenea similară cu SMPPS, dar  acordă prioritate minerilor mai recenți. Acțiunile care au fost contribuite la începutul rundei valorează mai puțin în comparație cu acțiunile care au fost contribuite mai aproape de descoperirea unui bloc.

- Capped Pay Per Share with Recent Backpay (CPPSRB): folosește un sistem de recompense MPPS care plătește minerii pe cât posibil folosind venituri din găsirea blocurilor.

- Bitcoin Pooled Mining (BPM): cunoscut și ca shlush’s pool folosește un sistem în care porțiunile mai vechi de la începutul unei runde de căutare a block-ului au greutate mai mică decât share-urile mai recente. Acest lucru reduce șansele ca sistemul de minare să fie trișat schimbând mining pool-ul în timpul rundei.

- Pay On Target (POT): este o variantă PPS cu variații mari care plătește în funcție de dificultatea de minare returnată de către miner mai degrabă decât dificultatea de lucru făcută de pool.

- Peer-to-Peer (P2Pool): descentralizează responsabilitățile unui server de pool, eliminând orice posibilitate de fraudă. Minerii exploatează pe un alt blockchain numit sharechain, exploatând la o dificultate mai mică o rată de un bloc de acțiuni la 30 de secunde. Când blocul este găsit, acesta va fi trimis către blockchain-ul Bitcoin și fuzionat cu acesta, iar minerul va fi recompensat. În acest caz, minerul trebuie să facă un nod Bitcoin complet.

- SCORE: folosește un sistem prin care recompensa proporțională este distribuită și cântărită până la finalul minării. Acest proces face share-urile ulterioare să valoreze mai mult decât cele timpurii, iar recompensele sunt calculate raportat la scoruri și nu la share-urile trimise.

- ELIGIUS: încorporează forța pool-urilor PPS și BPM, pe măsură ce minerii trimit dovezi de muncă pentru a câștiga share-uri, mining pool-ul plătindu-le imediat. Când recompensele din block sunt distribuite, se împart egal între toate share-urile de la ultimul block valid, iar cotele cu care a contribuit fiecare miner la block-uri care nu au dat rezultat intră în următorul ciclu pentru cote din block. Recompensele sunt plătite doar dacă un miner câștigă cel puțin 0,67108864, iar dacă suma deținută este mai mică, va intra în următorul block până când se atinge limita. Totuși, dacă un miner nu trimite un share pentru o perioadă mai lungă de o săptămână, atunci mining pool-ul îi va trimite balanța rămasă, indiferent de sumă.

- TRIPLEMINING: aduce împreună pool-urile de dimensiune medie fără taxe și redistribuie 1% din fiecare block găsit, ceea ce permite cotei să crească mai repede decât oricare alt pool. Administratorii acestor pool-uri folosesc o parte din bitcoin-ii generați când un block este găsit pentru a adăguga un jackpot care este activat și plătit membrului mining pool-ului care a găsit block-ul. În acest fel, toții minerii din mining pool au o șansă mai mare să genereze bitcoin în plus, indiferent de puterea lor de procesare.

## Software
În timp ce procesul de minare în sine este făcut de hardware, este nevoie de și de software special pentru a conecta minerii la blockchain și mining pool. Programul monitorizează statisticile generale cum ar fi temperatura, hashrate, viteza ventilatorului și viteza medie a minerului, transmite informații către miner după care întoarce informația înapoi la blockchain și la mining pool. Software-ul poate să ruleze pe aproape orice sistem de operare, cum ar fi Mac OS X, Windows, Linux, și chiar pe Raspberry Pi cu ceva modificări pentru drivere în funcție de tipul de minare.

## Avantaje și dezavantaje
Piscinele miniere necesită mai puțini participanți individuali în ceea ce privește costurile de hardware și electricitate și cresc șansele de profitabilitate. În timp ce un miner individual ar putea avea șanse mici să găsească cu succes un bloc și să primească o recompensă pentru minerit, asocierea cu alții îmbunătățește dramatic rata de succes.
În timp ce succesul în exploatarea individuală acordă drepturi depline de recompensă, șansele de a obține criptomonede sunt adesea scăzute datorită cerințelor ridicate de hardware. Multe criptomonede au devenit din ce în ce mai dificil de exploatat, deoarece popularitatea acestora a crescut și costurile asociate cu hardware-ul precum și electricitatea, depășesc adesea recompensele.
Participând la un grup minier, utilizatorii renunță la o parte din autonomie în procesul minier. Acestea sunt de obicei legate de termeni stabiliți de grupul în sine, care pot dicta modul în care este abordat procesul minier. De asemenea, li se cere să împartă orice recompense potențiale, ceea ce înseamnă că ponderea profitului este mai mică pentru o persoană care participă la un pool.

## Bazine miniere majore
- F2Pool: cunoscut și sub numele de Discus Fish, are sediul în China. F2Pool a exploatat în jur de 19,5% din toate blocurile în ultimele șase luni.

- Antpool: un alt bazin minier din China, întreținut de BitMain, producător de ASIC. Antpool exploatează aproximativ 18,5% din toate blocurile.

- BitFury: este cel mai important pool mining de Bitcoin și unul dintre cei mai mari producători de hardware și cipuri petru minare Bitcoin. În prezent, BitFury exploatează aproximativ 13% din toate bitcoinele din trei centre de date din Georgia, S.U.A. Este o piscină minieră privată și nu orice miner poate participa la ea.

- BTCC: al treilea cel mai mare schimb Bitcoin din China. Rezerva sa minieră exploatează în prezent aproximativ 11,5% din toate blocurile.

- BWPool Arhivat în 11 octombrie 2021, la Wayback Machine.: creată în 2014, este o altă companie minieră cu sediul în China. În prezent exploatează aproximativ 8% din toate blocurile.

- KnCMiner: are sediul în Stockholm. KnCMiner a exploatat în prezent aproximativ 6% din toate blocurile. [12][13][14]